# CS-330
La CS-330 (Carretera Secundària 330) és una carretera de la Xarxa de Carreteres d'Andorra, que comunica La Massana a la CG-4, amb Escàs. També és anomenada Carretera d'Escàs, també anomenada: Carretera dels Plans.
Segons la codificació de carreteres d'Andorra aquesta carretera correspon a una Carretera Secundària, és a dir, aquelles carreteres què comuniquen una Carretera General amb un poble o zona.
Aquesta carretera és d'ús local ja què només l'utilitzen los veïns de les poblacions que recorre.
La carretera té en total 1,6 quilòmetres de recorregut.

## Punts d'Interés
- Església de Sant Iscle i Santa Victòria de la Massana
- Telecabina de La Massana

## Recorregut[3]
- La Massana (CG-4)
- Els Plans
- Escàs

| Tipus de Sortida | Direcció de la sortida                                | Carretera que hi enllaça | Qm  |
| ---------------- | ----------------------------------------------------- | ------------------------ | --- |
| CS-330           | La Massana                                            | CG-4                     | 0   |
|                  | Església de Sant Iscle i Santa Victòria de la Massana |                          | -   |
|                  | Els Plans                                             | CS-321                   | 1   |
|                  | Escàs                                                 |                          | 1,6 |